# Club Houdini
Club Houdini es una serie de Disney Channel que esta dirigida por Rodrigo Sopeña. La serie tiene 3 temporadas y se estrenó el 28 de octubre de 2017 en el canal Disney Channel. Esta protagonizada por Mafalda Carbonell, Alejandro Serrano, Nico Rossi, Teresa Rodríguez y Mikel Platero. También cuenta con colaboraciones especiales como José Mota, Pablo Carbonell, Alicia Fernández y Marta González de Vega.

## Sinopsis
Cinco amigos (Martina, Nacho, Tamara, Mateo y Andrés) descubren una casa abandonada donde conocen al gran escapista Houdini, quien les dará pistas para hallar un tesoro. Sólo con trabajo en equipo y un buen uso de la inteligencia lograrán descifrar los secretos que les lleven al ansiado premio.

## Reparto
- Mafalda Carbonell como Martina
- Alejandro Serrano como Andrés
- Nico Rossi como Mateo
- Teresa Rodríguez como Tamara
- Mikel Platero como Nacho
- Iñaki Ruiz de Galarreta como Houdini
- Laura Quirós como Diana
- Aníbal Tartalo como Adolescente
- Pilar Navas como Adolescente
- Javier Cano como Adolescente
- Carlos Pulido como Guardia de Seguridad
- Regino Arellano como Conserje del colegio
- Susana Domínguez como Maestra
- Anabel Maurín como Madre de Tamara
- Diego Arjona como Policía
- Concha Hidalgo como Elvira
- María Teresa Hualde como Vecina
- Frank Gerrish como	Renato
- Pablo Carbonell como Espectador en el teatro
- Alicia Fernández como Inspectora
- José Mota como Director del colegio
- Chema Lozano como Globero
- Marta González de Vega como Reportera